# King Sabata Dalindyebo
King Sabata Dalindyebo (officieel King Sabata Dalindyebo Local Municipality; Afrikaans : Koning Sabata Dalindyebo Plaaslike Munisipaliteit) is een gemeente in het Zuid-Afrikaanse district O.R. Tambo.
Koning Sabata Dalindyebo ligt in de provincie Oost-Kaap en telt 451.710 inwoners. 
Het gemeentebestuur is in Mthatha (voorheen Umtata gespeld) gevestigd.

## Hoofdplaatsen
Het nationaal instituut voor de statistiek, Stats SA, deelt sinds de census 2011 deze gemeente in in 481 zogenaamde hoofdplaatsen (main place):
Amendu • Balizulu • Baziya Mission • Bhakaleni • Bhuba • Bijolo • Bonga • Bumbane • Buwa • Caba • Cacadu • Cawu • Chefane • Chelesi • Chibini • China • Chris Hani • Cingweni • Cizele • Coffee Bay • Corana • Cuntsula • Cwecwe • Dalindyebo • Darabe • Dikathole • Dikeni • Dinga • Dlakatweni • Dobe • Dolweni • Dudani • Ebukwezeni • Efam • eJojweni • eKunene • Elalini • Elusheni • Emalangeni • Emandlaneni • Emangweni • eMazizini • Empa • Emsukweni • Emtebe • Emthaleni • eNgojini • Entilini • eSidikidini • eSihlabeni • eSikolweni • eSixhotyeni • eZintabeni • Ezintulweni • Fameni • Ggubeni • Gotyibeni • Gqaqhala • Gqubeni • Griebdale • Gubevu • Gutyubeni • Highbury • Hlabatshane A • Hlabatshane B • Joe Slovo • Jojweni • Julukuqu • KaGunjana • Kala • Kambi • Kaplan • Khawula • Khohlo • Khohlo A • Khohlo B • Khohlo D • Khovothi • Khwenxurha • King Sabata Dalindyebo NU • Kobololo • Komkhulu A • Komkhulu B • Komkhulu C • Konqeni • Krancola • Kubeka • KuBeke • KuBomvu • KuBuka • KuChanti • KuCqangushe • KuDikiDiki • KuDingata • KuDuka • KuGangxu • KuGwitya • KuGxagxa • KuGxwalibomvu • KuGxwalibomvu B • KuHlophe • KuHombani • KuJonga • KuJungqe • Kukani • KuLozulu • KuLubisana • KuMankazana • KuMapotyi • KuMayibe • KuMbidlane • KuMgawuli • KuMhlabubomvu • kuMine • KuMlambo • KumPensheya • KuMpolose • KuMvezo • KuNdlunkulu • Kunene • KuNgqovu • KuNkalane • KuNkompa • KuNongcwengana • KuNtlangaza • KuNtsilekane • KuNyokinala • KuRwela • KuSigiba • KuSikhulume • KuTantseka • KuThala • KuTongwane • KuTshiyani • KwaBitya • KwaBomvane • KwaDlomo • KwaDukatole • KwaEntaba • KwaGabu • KwaGcaleka • KwaHaji • Kwakakana • KwaKhonongwane • KwaMakawula • KwaMangqobe • KwaMaradebe • KwaMbango • KwaMbozwana • KwaMhaqa A • KwaMhaqa B • KwaMiya A • KwaMiya B • KwaMlawu • KwaNdaba • KwaNdinja • KwaNdungwane • KwaNtabezulu • KwaNtshoma • KwaNxura • KwaPahla • KwaPingilili • KwaRamcwana • KwaSaba • KwaSidumo • KwaTshatshu • KweSikhulu • Lalini A • Lalini B • Lindini • Lisani • Lower Cezu • Lower Ngqwarha • Lower Tyholo • Ludaka • Ludizini • Lugxogxo • Lukwethu • Lulala • Lulaleni • Lulwalweni • Lusaka • Luthubeni • Luthuthu • Luxeni • Luxhomo • Luxweni • Lwalweni • Lwandlana • Lwandlana A • Lwandlana B • Lyndale • Mabambeni • Mabehana • Mabhana • Mabheleni A • Mabheleni B • Mabongweni • Macelweni • Machibini • Macombeni • Macosa • Madikaleni • Madontsi • Madwaleni • Mafakathini • Maganyeni • Magcalekeni • Magomeni • Magontsini • Maguzane • Magwongweni • Majwarheni A • Majwarheni B • Makhumsheni • Malindini • Mampingeni • Mampingeni A • Mampingeni B • Manaleni • Mancam • Mandela Park • Mandileni • Mandlakuveni • Mandlaneni A • Mandlaneni B • Mandlantsha • Mandleni • Mandlovini • Mandlovini B • Manfengwini • Mangeni • Mangolotini • Mangwevini • Mantshaya • Mantshilibeni • Manxiweni • Manyosi • Manyosini • Mapuzi • Maqadini • Maqanyeni • Maqhinebeni • Maqhingeni • Maqomeni A • Maqomeni B • Maqomeni C • Marawuleni • Masameni A • Masameni B • Mateko • Mathokazini • Matshongwe • Matyengqina • Matyeni A • Matyeni B • Mavete • Mavundleni • Maweni • Mawuntini • Mazizani • Mazizini • Mbangweni • Mbanyaru • Mboleni • Mbozeni • Mbozisa • Mcata • Mcobotini A • Mcobotini B • Mcomgozi • Mdeni • Mdeni C • Mgqumo • Mgxobozo • Mgxotyeni • Mhlabubomvu • Mhlahlane • Mhlangura • Mjelweni • Mjikweni A • Mjikweni B • Mkhwezo • Mlawu • Mmangweni • Mmelwane • Mncwasa • Mncxoshe • Mnganda • Mnyane • Moyeni • Mpafana • Mpafeni • Mpambu • Mpandela • Mpandeni • Mpeko • Mpikwane • Mpindweni • Mpompu • Mputi • Mqanduli • Mqekezweni • Mqhobo • Mqokweni • Mrotshozo • Msila • Msukeni • Mtentu • Mthatha • Mthokwana • Mthonjana • Mthukuba • Mthuthukeni • Mtshobo • Mtuvi • Muliso • Mvolo Forest • Mvunge • Mxambuli • Mzinya • Mzongwaneni • Ncambele • Ncekane • Ncise • Ncityana • Ncolo • Ndakana • Ndamse • Ndibela • Ndlovana • Ndokwane • Ndungwana • Nenga • New Rest A • Ngaphezulu • Ngcalambeni • Ngcana • Ngcendese • Ngceni • Ngcotyeni • Ngcwala • Ngcwanguba • Ngojini • Ngoswane • Ngqakayi • Ngqawa • Ngqeleni • Ngqumane • Ngqunge • Ngqwala A • Ngqwala B • Ngweni • Ngwenvana • Ngwevane • Ngxubevange • Nkalweni • Nkanini • Nkodusani • Nkolotya • Nkwalini • Nomcama • Nonkobe • Nothintwa • Nqencu • Nqwathi-Ophezulu • Ntabeni • Ntandela • Ntelkiseni • Ntilini • Ntilini A • Ntlakwendlela • Ntlanjeni • Ntlebane • Ntshabeni • Ntshele • Ntshitshana • Ntsila • Ntuwe • Nyandeni • Nyandeni A • Nyandeni B • Nyibibeni • Nzulwini • Nzwakazi • Payne • Phesheya Kwetabase • Qabakeni • Qakancu • Qelane • Qhinqolo • Qhogi • Qiya • Qokana • Qokolweni • Qota • Qulu • Qweqwe • Relegwini • Rhuyrwala • Ridge • Rini • Rune • Sakela • Sankobe • Sawutini • Sengqe • Sheshegu • Shukenxa • Sidwada • Sigingini • Sigubudweni • Sigwalini A • Sigwalini B • Sihlabeni • Sihlabeni A • Sikhoba • Sikhobeni • Sikoba • Silindini • Siqikini • Sirhoshweni • Sitebe • Sixhotyeni • Sixuzulu • Sizindeni A • Sizindeni B • Spring Vale • Tabase Mission • Tafeni • Tafeni A • Tafeni B • Tala • Talemofu • Taleni • Tamsana • Thungwana • Thwabe • Thwalikhulu • Tolofiyeni • Tshemese • Tshezi • Tukuba • Tungwane • Tunxe • Twane • Tyalara • Tyeni • Tyumbu • Upper Centuli • Upper Cezu • Upper Ngqwarha • Upper Zunqua • Waqu • Weni • Xalanga • Xhibeni • Xhrana • Xhugxwala • Xojani • Xolweni A • Xolweni B • Xongora • Xorana • Xume • Zanci • Zidinzi • Zigadini • Zigini • Zihasini • Zikotazi • Zimbane • Zinkumbini • Zinkuwu • Zinyoka • Zitenjini • Zithembu • Zithulele • Zixekeni • Zukezweni • Zwelitsha.